# Septentrion (roman)
Septentrion est un roman de Jean Raspail paru en octobre 1979 aux Éditions Robert Laffont.

## Éditions
- Septentrion, Éditions Robert Laffont, 1979  (ISBN 2-221-00192-3).
- Septentrion, Le Grand Livre du mois, 1979.
- Septentrion, Éditions Robert Laffont, 2007.